# Tajemnice Laketop
Tajemnice Laketop (tytuł oryg.: Top of the Lake) – serial telewizyjny w reżyserii Jane Campion i Gartha Davisa, wyprodukowany w koprodukcji australijsko-brytyjsko-amerykańskiej, emitowany premierowo od 18 marca 2013 na amerykańskim kanale Sundance Channel do 31 sierpnia 2017 w brytyjskiej stacji BBC Two. Jego prapremiera miała miejsce na festiwalu filmowym w Sundance w styczniu 2013.
W Polsce pierwsza seria miała swoją premierę 6 listopada 2013, a druga 6 września 2017 – obie na kanale Ale Kino+ i wyświetlane pod oryginalnym tytułem Top of the Lake. Serial ukazał się także po polsku na DVD pod tytułem Tajemnice Laketop.

## Fabuła
Akcja pierwszej serii rozgrywa się w Nowej Zelandii i opowiada o śledztwie prowadzonym przez policjantkę Robin Griffin (Elisabeth Moss) w sprawie zaginięcia ciężarnej 12-letniej dziewczynki. W drugiej serii Robin, po przeprowadzce do Sydney w Australii, bada tajemnicę śmierci młodej azjatyckiej prostytutki.

## Obsada
- Elisabeth Moss jako detektyw Robin Griffin

### Seria 1
- David Wenham jako detektyw Al Parker
- Peter Mullan jako Matt Mitcham
- Holly Hunter jako GJ
- Jacqueline Joe jako Tui Mitcham
- Robyn Nevin jako Jude
- Thomas M. Wright jako Johnno Mitcham
- Robyn Malcolm jako Anita
- Mirrah Foulkes jako Simone
- Calvin Tuteao jako Turangi
- Sarah Valentine jako Prue
- Stephen Lovatt jako oficer Pete
- Jay Ryan jako Mark Mitcham
- Lucy Lawless jako Caroline Platt
- Luke Buchanan jako Jamie
- Skye Wansey jako Grishina
- Genevieve Lemon jako Bunny
- Madeleine Sami jako Zena
- Kip Chapman jako Luke
- Alison Bruce jako Anne-Marie

### Seria 2
- Nicole Kidman jako Julia Edwards
- Ewen Leslie jako Pyke Edwards
- Alice Englert jako Mary Edwards
- Gwendoline Christie jako Miranda Hilmarson
- David Dencik jako Alexander "Puss" Braun

## Nominacje i nagrody
Top of the Lake otrzymał nominacje do Nagród Emmy w 2013 roku w kategoriach: najlepszy miniserial lub film, aktorka pierwszoplanowa w miniserialu lub filmie (Elisabeth Moss), aktor drugoplanowy w miniserialu lub filmie (Peter Mullan), reżyseria, scenariusz, casting, zdjęcia i montaż miniserialu lub filmu, zwyciężając w kategorii zdjęcia. Serial otrzymał również pięć nominacji do Critics' Choice Television Award, spośród których zdobyło jedną – dla Elisabeth Moss za najlepszą rolę kobiecą w miniserialu lub filmie telewizyjnym. Za swoją rolę Moss zdobyła też Złoty Glob w 2014 roku w kategorii "Najlepsza aktorka w miniserialu lub filmie telewizyjnym".